# Мусифуллин, Мударис Гайнелгилемович
Мударис Гайнелгилемович Мусифуллин (родился 25 марта 1957, д. Нижнеалькашево, Дюртюлинский район, Башкирская АССР) — башкирский писатель, драматург, член Союза писателей Республики Башкортостан (с 1995).

## Биография
После окончания Исмайловской средней школы служил в рядах Советской Армии.
Окончил режиссёрское отделение Уфимского института искусств имени Загира Исмагилова в 1982 году. После окончания института, начал работу в качестве режиссёра в народном театре в Дюртюлинском районе. С 1984 по 2005 года — начальник Дюртюлинского управления культуры, с 2006 — директор РДК, с 2 марта 2018 года по 16 апреля 2021 директор Дюртюлинского историко-краеведческого музея - филиала Национального музея Республики Башкортостан..
В 1995 году принят в Союз писателей Республики Башкортостан. В 2010 году по итогам конкурса сценариев журнала «Тамаша» писателю присуждено первое место и он удостоен диплома в номинации «Интересные темы». Обладатель диплома "Рыцарь леса - 1995". Лауреат народной премии "Алтын Урал" и районной премии имени Назара Наджми (2018). Дипломант Республиканского конкурса рассказов имени Рашита Султангареева.
19 марта 2013 в г. Дюртюли во Дворце культуры прошёл творческий вечер Мудариса Мусифуллина, посвящённый 30-летию его творческой деятельности. В вечере участвовали писатели, среди них заместитель председателя Союза писателей Республики Башкортостан Фарзана Губайдуллина, профессор БГУ, доктор филологических наук Тимергале Кильмухаметов, руководитель секции прозаиков, заведующий отделом прозы журнала «Агидель» Сабир Шарипов, местные писатели Рафаэль Хафизов и Ильдус Тимерханов и другие. Зал был битком набит любителями его творчества. Исполнялись песни на слова и музыку юбиляра, шли фрагменты из спектаклей по его пьесам.
24 декабря 2015 года в Дюртюлинском историко-краеведческом музее — филиале Национального музея Республики Башкортостан состоялся литературный вечер с участием детского писателя Мудариса Мусифуллина; поэта Фаниса Рахматуллина; журналиста и детского писателя Илдуса Тимерханова и др. Вечер был приурочен к завершению Года литературы в России и Башкортостане.
Проживает в г.Дюртюли.

## Творческая биография
Автор многих рассказов, сказок, драматических произведений; его пьесы есть в репертуаре Башкирского государственного драматического театра им. М.Гафури.
В 1987 г. Дюртюлинский народный театр поставил его лирическую драму «Странные ворота Рахимьяна» (опубликована в журнале «Агидель» в 1995). Комедии М.Мусифуллина поставлены на сценах 4 профессиональных, более 72 самодеятельных и народных театрах РБ, РТ, Челябинской области.

## Сочинения
- Аҡса кемгә кәрәкмәй // Пьесалар. — Өфө, 1992. — 251—282 б.
- Рәхимйәндең сәйер ҡапҡаhы : Лирик драма, ике бүлектә // Ағиҙел. — 1995. — № 1. — 161—179 б.
- Ҡош йөрәге : Хикәйәләр. — Өфө: Китап, 1995. — 54 б.
- Аучы Мәргән мажаралары. - Казан. - 1999. - 32 б.
- Одинокая берёза: Сказки // Бельские просторы. — 2003. — № 8.
- Лесные сказки // Бельские просторы. — 2005. — № 6. — С. 200—207.
- Аусы Мәргән мажаралары: Әкиәттәр. - Өфө: Китап, 2007. - 144 б.
- Яҙыусы: Драма-уйланыу // Ағиҙел. — 2011. — № 3. — 133—159 б.
- Аҡса кемгә кәрәкмәй?! : [пьесалар] — Өфө : Китап, 2012. — 308 с. — ISBN 978-5-295-05516-4.
- Петух-хвастун: сказочное представление для кукольного театра // Сценарии и репертуар. — 2013. — № 10. — С. 81—83.
- Ҡурай иле: әкиәттәр. Өфө, 2017 - 160 б.

## Семья
Женат, имеет двоих сыновей.

## Награды
- Почетные грамоты Министерства культуры и национальной политики РБ (2002).
- Благодарственное письмо от Президента РБ (2003).
- Почетная грамота Министерства культуры РСФСР и ЦК профсоюза работников культуры (1989).
- Нагрудный знак «За достижения в культуре» Министерства культуры РФ (2002).
- Почётная грамота Республики Башкортостан (2014).
- Медаль "За заслуги в патриотическом воспитании молодежи" Российского Союза ветеранов Афганистана (2014).
- Медаль "100 ЛЕТ ОБРАЗОВАНИЯ РЕСПУБЛИКИ БАШКОРТОСТАН" (2019 год).
- Почетное звание "Заслуженный работник культуры Республики Башкортостан" (2025 год).